# José María Alcaraz
José María Alcaraz Franco es un ciclista profesional español, nacido el 29 de mayo de 1987, en Murcia.
Debutó como profesional con el equipo KTM-Murcia en 2011, equipo en el que permanece en la actualidad.

## Palmarés
No ha conseguido victorias como profesional.

## Equipos
- KTM-Murcia (2011)